# Le 2 000 000e disque des Chaussettes noires
Albums de Les Chaussettes noires
Rock'n'Twist
(1961) Comment réussir en amour
(1962)
Le 2 000 000e disque des Chaussettes noires est le premier album studio enregistré par les Chaussettes noires. Il sort en 1962.

## Histoire
L'album propose en bonus un disque souple sur lequel les Chaussettes noires remercient le public de sa fidélité.
Sur le disque super 45 tours La Leçon de twist paru en janvier 1962, on peut voir sur la pochette le saxophoniste Mick Picard.
En février 1962, paraît un super 45 tours sur la bande originale du film Les Parisiennes, la chanson C’est bien mieux comme ça avec Gillian Hills et le groupe Les play boys.
Deux chansons du disque super 45 tours Parce que tu sais paru en septembre 1962 ont été incluses dans cet album : Le temps est lent et C'est la nuit.
L’album contient également un titre inédit Shake, Rattle and Roll, adaptation française de la chanson éponyme de Big Joe Turner
Au mois de juin 1962, paraît un 45 tours avec un duo avec Maurice Chevalier intitulé Le Twist du canotier.
En 2003, le groupe Les Socquettes blanches s’inspirent de la pochette du disque Je reviendrai bientôt pour leur album 100% rock’n’twist.

## Réception
L’album est inclus dans l’ouvrage Philippe Manœuvre présente : Rock français, de Johnny à BB Brunes, 123 albums essentiels.

## Liste des titres
| 1. | Peppermint twist (1re partie) (Peppermint Twist) | Georges Aber (adaptation)   | J. Dee, Glover         | 2'48 |
| 2. | Peppermint twist (2e partie) (Peppermint Twist)  | Georges Aber (adaptation)   | J. Dee Glover          | 2'25 |
| 3. | C’est la nuit (The Night Is So Lonely)           | Claude Moine (adaptation)   | Gene Vincent, C. Simon | 2'35 |
| 4. | Line (Dream)                                     | Georges Aber (adaptation)   | B. Boudleaux           | 2:27 |
| 5. | Petite sœur d’amour (Little sister)              | Claude Moine (adaptation)   | Mort Shuman, Doc Pomus | 2'12 |
| 6. | La leçon de twist                                | Lucien Morisse, G. Mengozzy | Mountain High          | 2'15 |

| 1. | Le chemin de la joie                           | D. Hortis                                | A. Borly                                | 1'58 |
| 2. | Infidèle (Runaround Sue)                       | A. Grelbin (adaptation)                  | Dion DiMucci, A. Ferreri, Ernie Maresca | 2'55 |
| 3. | Non ne lui dis pas (Mountain High)             | Mountain High, Ralph Bernet (adaptation) | D. Saint Jean                           | 1'57 |
| 4. | Les Enchaînés (Unchained Melody)               | Pierre Delanoë (adaptation)              | Hy Zaret (it), Alex North               | 2'52 |
| 5. | Le temps est lent (Right Now)                  | Claude Moine (adaptation)                | S. Bradfor, A. Lewis                    | 2'08 |
| 6. | Shake rattle and roll (Shake, Rattle and Roll) | J. Ledrain, G. Bertret (adaptation)      | C. Calhoun                              | 2'51 |

## Les super 45 tours
Plusieurs chansons présentent sur l'album ont été précédemment diffusées en super 45 tours :
- super 45 tours : La Leçon de twist, Volage (infidèle) et Peppermint twist (parties 1 et 2) enregistré en janvier 1962;
- super 45 tours : Le Chemin de la joie, Non, ne lui dis pas, Petite sœur d’amour et Les Enchaînés enregistré en mars 1962;